# Filip Kutew

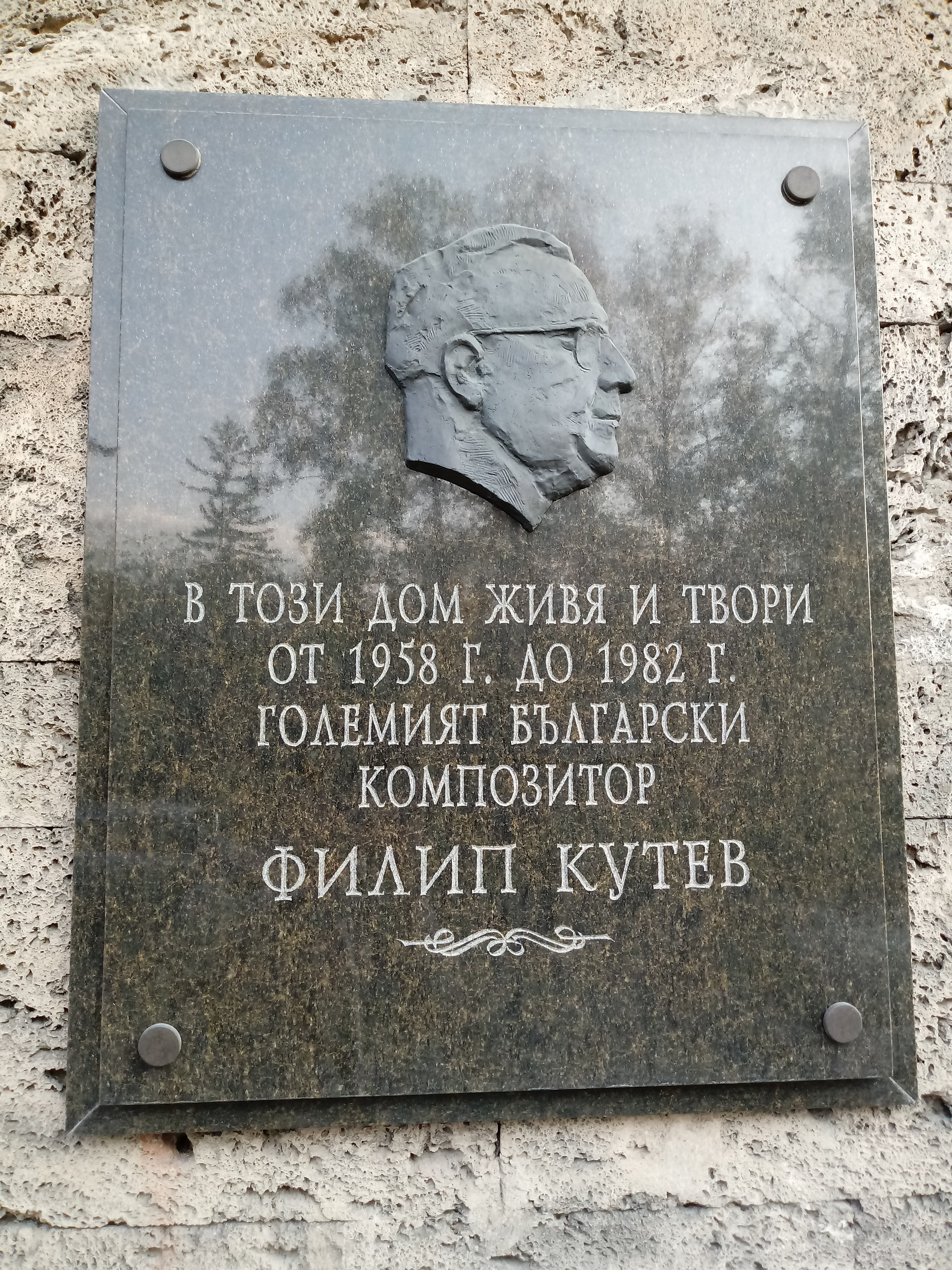
Tablica pamiątkowa w Sofii

Filip Kutew (bułg. Филип Кутев; ur. 13 czerwca 1903 w Ajtos, zm. 27 listopada 1982 w Sofii) – bułgarski kompozytor i dyrygent, popularyzator bułgarskiego folkloru muzycznego.
Gry na skrzypcach uczył się u profesora Hansa Kocha (1922). Ukończył Szkołę Muzyczną (1926) i Wydział Pedagogiczny konserwatorium (1930). Pracował jako kapelmistrz orkiestry wojskowej 24. Pułku Piechoty w regionie, a następnie w 6. Pułku Piechoty w Sofii.
W roku 1951 założył w Sofii Państwowy Zespół Pieśni i Tańców Ludowych, którym kierował do końca życia i z którym występował w wielu krajach. Dziś zespół ten nosi jego imię. Był autorem inspirowanych ludową muzyką bułgarską utworów orkiestrowych (Rapsodia bułgarska 1937, poemat symfoniczny German 1940, symfonia Młodość 1947), kameralnych, kantat, pieśni. Skomponował także muzykę do filmów: Pod jarzmem (bułg. Под игото, 1952) i Sprytny Piotr (bułg. Хитър Петър, 1960).